# 마푸투 국제공항
마푸투 국제공항(Maputo International Airport, IATA: MPM, ICAO: FQMA)은 모잠비크의 최대 도시이자 수도인 마푸투의 중심부에서 북서쪽으로 3킬로미터 지점에 위치한 공항이다. LAM 모잠비크 항공과 카야 항공의 허브 공항이자 모잠비크의 최대 공항이다. 이 공항이 관할하는 도착지 중 대부분이 아프리카에 위치하지만 일부 대륙간 서비스가 존재한다.